# ألفونسو البوربوني
ألفونسو دي بوربون سامبيدرو (ولد ليون شافرمان، 22 أكتوبر 1932 - 10 يناير 2012)، المعروف باسم ذا كونت، كان مواطناً سويسريًا أمريكيًا غريب الأطوار ادعى أنه سليل العائلة المالكة الإسبانية وابن عم الملك خوان كارلوس. أصبح ألفونسو أحد أكثر سكان لا جولا شهرة، وهو حي ثري في سان دييغو، كاليفورنيا، حيث عاش لعدة عقود. قُتل عندما أوقفته شاحنة بينما كان يغوص في القمامة .

## فهرس
- Zavala، José María. Bastardos y Borbones (Bastards and Bourbons). ISBN:978-84-01-38992-4.

## روابط خارجية
- بورتريه حيث يحمل أوجه تشابه لألفونسو الثالث عشر وبنوة بديلة